# Charles Miller Fisher
Charles Miller Fisher, conocido por lo general como C. Miller Fisher (5 de diciembre de 1913, Waterloo, Ontario – 14 de abril de 2012, Albany, New York) fue un médico y neurólogo pionero. Educado en Canadá, estudió en la Facultad de Medicina de la Universidad de Toronto de donde se graduó en 1938, completando su año de internado en el Henry Ford Hospital de Detroit. En 1939 hizo su residencia médica en el Royal Victoria Hospital de Montreal. En 1949 ingresó al Massachusetts General Hospital, seguido por varios años de prácticas en Montreal. En 1954 regresó al Massachusetts General en el servicio de accidentes cerebrovasculares (el stroke service), comenzando una larga carrera en esa área de la neurología.
En 1956 reportó una variante del síndrome de Guillain–Barré que ahora lleva su nombre.
En 1952 recibió el premio en medicina del Real Colegio de Médicos de Canadá, e ingresó al Canadian Medical Hall of Fame en 1998.
También se acredita a Fisher la descripción del síndrome clínico del ataque isquémico transitorio ("mini ataque"). El Dr. Fisher probó, por medio de una serie de estudios patológicos, la relación que existe entre el accidente cerebrovascular y la formación de coágulos sanguíneos en el corazón de pacientes con fibrilación auricular. También demostró la relación entre el ataque cerebral y la estenosis de arteria carótida, lo que posibilitó la realización de cirugías preventivas reduciendo de manera importante la incidencia posterior de accidentes cerebrovasuculares.
Fue el fundador del servicio de accidentes cerebrovasculares del Massachusetts General Hospital; razón por la cual el Programa de Residencias de Harvard en el Hospital General de Massachusetts lleva su nombre.[cita requerida] También tuvo una contribución de gran importancia en el actual uso de anticoagulantes para la prevención del accidentes cerebrovasuclares en casos de fibrilación auricular.
Charles Miller Fisher tuvo una gran contribución al entendimiento de los accidentes cerebrovasculares, más específicamente a aquellos relacionados con enfermedades de la arteria carótida e infartos lacunares y sus síndromes asociados. En relación con los síndromes lacunares, el Dr Miller Fisher describió los conceptos de Síndrome Motor Puro, Síndrome Sensitivo Puro y los mecanismos subyacentes a cada uno de los diferentes síndromes.
También fue el responsable en el año de 1970 de un gran número de contribuciones a la comprensión de la disección de las arterias cervicales, (disección de la arteria carótida y disección de la arteria vertebral), y en cuanto a la hemorragia subaracnoidea debida a aneurisma cerebral.
Además desarrolló el test de Miller Fisher utilizado en el diagnóstico de la hidrocefalia con presión normal.[cita requerida]